# Václav Morávek
Václav Morávek (3 novembre 1921 – 22 marzo 2001) è stato un calciatore cecoslovacco, di ruolo portiere.

## Carriera

### Club
Ha sempre giocato nel campionato cecoslovacco.

### Nazionale
Ha collezionato 10 presenze in Nazionale.